# Гозручей
Гозручей — ручей в России, протекает по территории Винницкого сельского поселения Подпорожского района Ленинградской области. Длина ручья — 10 км.

## Общие сведения
Ручей течёт преимущественно в восточном направлении по заболоченной местности.
Гозручей имеет один малый приток длиной 1,0 км.
В среднем течении ручей пересекает дорогу местного значения 41К-713.
Впадает в реку Оять, левый приток Свири.
Населённые пункты на ручье отсутствуют.
Код объекта в государственном водном реестре — 01040100812202000012956.